# Občina Hajdina
Občina Hajdina [hajdína] je občina v Republiki Sloveniji z več kot 4000 prebivalci in središčem v Zgornja Hajdina. Na vzhodu meji na mestno občino Ptuj, na severozahodu na občino Starše, na zahodu na Kidričevo, ter na jugu na Videm.

## Naselja v občini
Draženci, Gerečja vas, Hajdoše, Skorba, Slovenja vas, Spodnja Hajdina, Zgornja Hajdina